# Campeonato Africano de Atletismo de 2014 - Salto em altura feminino
A prova do salto em altura feminino do Campeonato Africano de Atletismo de 2014 foi disputada no dia 12 de agosto de 2014 no Estádio de Marrakech  em Marrakech, no Marrocos. Participaram da prova 4 atletas. 

## Recordes
Antes desta competição, os recordes mundiais e do campeonato nesta prova eram os seguintes:
|                       | Nome               | Nacionalidade   | Altura   | Local       | Data                 |
| --------------------- | ------------------ | --------------- | -------- | ----------- | -------------------- |
| Recorde mundial       | Stefka Kostadinova | Bulgária        | 2m 09 cm | Roma        | 30 de agosto de 1987 |
| Recorde do campeonato | Lucienne N'Da      | Costa do Marfim | 1m 95cm  | Belle Vue   | 28 de junho de 1992  |
| Recorde do campeonato | Hestrie Cloete     | África do Sul   | 1m 95cm  | Radès       | 7 de agosto de 2002  |
| Recorde africano      | Hestrie Cloete     | África do Sul   | 2m 06cm  | Saint-Denis | 31 de agosto de 2003 |

## Medalhistas
| Ouro                | Prata                        | Bronze             |
| Rhizlane Siba (MAR) | Besnet Moussad Mohamed (EGY) | Ariyat Dibow (ETH) |

## Cronograma
Todos os horários são locais (UTC+1).
| Data         | Hora  | Evento |
| ------------ | ----- | ------ |
| 12 de agosto | 18:05 | Final  |

## Resultado final
| Posição           | Atleta                 | Nacionalidade | 1.50 | 1.55 | 1.60 | 1.65 | 1.70 | 1.75 | 1.78 | 1.80 | 1.82 | Resultados | Notas            |
| ----------------- | ---------------------- | ------------- | ---- | ---- | ---- | ---- | ---- | ---- | ---- | ---- | ---- | ---------- | ---------------- |
| Medalha de ouro   | Rhizlane Siba          | Marrocos      | –    | –    | –    | –    | o    | o    | xo   | o    | xxx  | 1.80       |                  |
| Medalha de prata  | Besnet Moussad Mohamed | Egito         | –    | –    | –    | o    | o    | o    | xxo  | xxo  | xxx  | 1.80       |                  |
| Medalha de bronze | Ariyat Dibow           | Etiópia       | o    | o    | o    | o    | o    | xo   | o    | xxx  |      | 1.78       | Recorde nacional |
| 4                 | Naya Owusu             | Gana          | –    | –    | o    | xxo  | o    | xxx  |      |      |      | 1.70       |                  |

Legenda
| Recorde mundial       | Recorde mundial (World record)               |                       | Recorde africano                      | Recorde africano (African) |                                           | Q | Classificado por posição (Qualified) |
| Recorde do campeonato | Recorde do campeonato (Championship record)  | Recorde da América    | Recorde da América (Americas)         | q                          | Classificado por melhor tempo (Qualified) |   |                                      |
| Melhor marca do ano   | Melhor marca do ano (World leading)          | Recorde asiático      | Recorde asiático (Asian)              | DNS                        | Não largou (Did not start)                |   |                                      |
| Recorde nacional      | Recorde nacional (National record)           | Recorde europeu       | Recorde europeu (European)            | DNF                        | Não terminou (Did not finish)             |   |                                      |
| Recorde pessoal       | Recorde pessoal do atleta (Personal best)    | Recorde da Oceania    | Recorde da Oceania (Oceania)          | DSQ / DQ                   | Desclassificado (Disqualified)            |   |                                      |
| Recorde da temporada  | Recorde da temporada do atleta (Season best) | Recorde sul-americano | Recorde sul-americano (South America) | NM                         | Sem marca (No mark)                       |   |                                      |